# Hans R. Reinhard
Hans R. Reinhard (21 de abril de 1919 - 18 de marzo de 2007 ) fue un botánico suizo; con su fallecimiento a la edad de 88 años, desapareció una de las grandes figuras de la orquideología europea.

## Algunas publicaciones

### Libros
- 1977. Die Orchideen-Aquarellsammlung von Dr. Gottfried Keller in Aarau (La colección de acuarelas de orquídeas del Dr. Gottfried Keller, Aarau). Ed. Sauerländer. 80 pp.
- peter Gölz, hans n. Reinhard1984. Die Orchideenflora Albaniens (La flora de orquídeas de Albania). Ed. Arbeitskreis Heimische Orchideen.
- 1991. Die Orchideen der Schweiz und angrenzender Gebiete (Las orquídeas de Suiza y áreas adyacentes). Ed. Fotorotar AG. 348 pp.

## Honores

### Epónimos
- (Orchidaceae) Ophrys reinhardiorum Paulus[2]

- La abreviatura «H.R.Reinhard» se emplea para indicar a Hans R. Reinhard como autoridad en la descripción y clasificación científica de los vegetales.[3]